# Scroogle
Scroogle var en webbtjänst som fungerade som proxy för Googles sökfunktioner. Den förhindrade Google att registrera användarnas IP-adress och stoppade Google från att lägga en Cookie på användarens dator.
Scroogle startades i april 2003 av Googlekritikern och nätaktivisten Daniel Brandt. Rättigheterna till Scroogle ägdes av den icke-vinstdrivande organisationen Public Information Research Inc. Scroogle skapades som en reaktion på att de kommersiella sökmotorerna registrerar användarnas beteende och identifierbar information om dem. Webbtjänsten gav användarna tillgång till Google anonymt och reklamfritt genom sin proxy.
Under mitten av februari 2012 stängdes Scroogle ner efter att den hade utsatts av en DoS-attack.